# Malezja na Igrzyskach Azjatyckich 2018
Malezja na Igrzyskach Azjatyckich 2018 – jedna z reprezentacji uczestnicząca na igrzyskach azjatyckich rozegranych w Dżakarcie i Palembangu w dniach 18 sierpnia – 2 września. W kadrze wystąpiło 426 zawodników w 35 dyscyplinach, którzy łącznie zdobyli 36 medali (7 złotych, 13 srebrnych i 16 brązowych). Chorążym podczas ceremonii otwarcia został karateka Syakilla Salni.

## Medale
| Medal  | Zawodnik | Dyscyplina       | Konkurencja                              | Data        |
| ------ | --- | ---------------- | ---------------------------------------- | ----------- |
| złoto  | Siti Safiyah Amirah Abdul Rahman Syaidatul Afifah Badrul Hamidi Cheah Mei Lan | Bowling          | Trójki (K)                               | 22 sierpnia |
| złoto  | Nicol Ann David | Squash           | Gra pojedyncza (K)                       | 26 sierpnia |
| złoto  | Muhammad Rafiq Ismail | Bowling          | Masters (M)                              | 27 sierpnia |
| złoto  | Muhamad Norhaffizi Abd Razak Muhammad Zulkifli Abd Razak Farhan Adam Mohamad Azlan Alias Mohammad Syahir Mohd Rosdi | Sepak Takraw     | Regu (M)                                 | 28 sierpnia |
| złoto  | Mohd Azizulhasni Awang | Kolarstwo torowe | Sprint (M)                               | 30 sierpnia |
| złoto  | Muhammad Fauzi Kaman Shah | Żeglarstwo       | Open Laser 4.7                           | 31 sierpnia |
| złoto  | Mohamad Nafiizwan Mohd Adnan Mohammad Syafiq Mohd Kamal Ng Eain Yow Yuen Chee Wern | Squash           | Zawody drużynowe (M)                     | 1 września  |
| srebro | Farhan Adam Mohamad Azlan Alias Aidil Aiman Azwawi Muhammad Noraizat Mohd Nordin Muhamad Norhaffizi Abd Razak Muhammad Zulkifli Abd Razak Muhammad Hairul Hazizi Haidzir Muhammad Kamal Ishak Muhammad Afifuddin Mohd Razali Mohammad Syahir Mohd Rosdi de Said Ezwan Said Mohd Syazreenqamar Salehan | Sepak Takraw     | Regu drużynowe (M)                       | 22 sierpnia |
| srebro | Muhammad Rafiq Ismail Ahmad Muaz Mohd Fishol Tan Chye Chern | Bowling          | Trójki (M)                               | 23 sierpnia |
| srebro | Mahamad Fathil Mohd Qabil Ambak | Jeździectwo      | Ujeżdżenie indywidualne (M)              | 23 sierpnia |
| srebro | Siti Safiyah Amirah Abdul Rahman Syaidatul Afifah Badrul Hamidi Cheah Mei Lan Natasha Mohamed Roslan Li Jane Sin Shalin Zulkifli | Bowling          | Drużyny sześcioosobowe (K)               | 24 sierpnia |
| srebro | Sivasangari Subramaniam | Squash           | Gra pojedyncza (K)                       | 26 sierpnia |
| srebro | Mohd Azizulhasni Awang Muhammad Fadhil Mohd Zonis Muhammad Shah Firdaus Sahrom | Kolarstwo torowe | Sprint drużynowy (M)                     | 27 sierpnia |
| srebro | Muhammad Faizul M Nasir | Pencak silat     | Klasa B: 50–55 kg (M)                    | 27 sierpnia |
| srebro | Mohd Al Jufferi Jamari | Pencak silat     | Klasa E: 65–70 kg (M)                    | 27 sierpnia |
| srebro | Mohd Fauzi Khalid | Pencak silat     | Klasa F: 70–75 kg (M)                    | 29 sierpnia |
| srebro | Mohd Khaizul Yaacob | Pencak silat     | Klasa J: 90–95 kg (M)                    | 29 sierpnia |
| srebro | Ng Yan Yee Nur Dhabitah Sabri | Skoki do wody    | Synchroniczna trampolina trzymetrowa (K) | 29 sierpnia |
| srebro | Khairulnizam Mohd Afendy | Żeglarstwo       | Laser Standard (M)                       | 31 sierpnia |
| srebro | Muhammad Razie Abd Rahim Mohammad Hairi Abd Rahman Thomas Lee Jee Xiang Muhammad Firhan Ashari Meor Muhamad Azuan Hasan Muhammad Azri Hassan Joel Samuel van Huizen Faiz Helmi Jali Muhammad Amirol Aideed Mohd Arshad Muhammad Marhan Mohd Jalil Krishna Maniraj Nik Muhammad Aiman Nik Rozemi Muhammad Shahril Saabah Faizal Saari Mohd Fitri Saari Syed Mohamad Syafiq Syed Cholan Hafizuddin Othman Tengku Ahmad Tajuddin | Hokej na trawie  | Turniej mężczyzn (M)                     | 1 września  |
| brąz   | Yap Khim Wen | Taekwondo        | Poomsae indywidualne (K)                 | 19 sierpnia |
| brąz   | Mohd Nafiizwan Mohd Adnan | Squash           | Gra pojedyncza (M)                       | 25 sierpnia |
| brąz   | Prem Kumar Selvam | Karate           | –60 kg (M)                               | 26 sierpnia |
| brąz   | Mohamad Hazim Amzad | Pencak silat     | Klasa C: 55–60 kg (M)                    | 26 sierpnia |
| brąz   | Muhammad Robial Sobri | Pencak silat     | Klasa I: 85–90 kg (M)                    | 26 sierpnia |
| brąz   | Mohd Taqiyuddin Hamid Muhammad Afifi Nordin | Pencak silat     | Dwójki (M)                               | 27 sierpnia |
| brąz   | Lee Kin Lip Mohd Juwaidi Mazuki Alang Ariff Aqil Muhammad Ghazalli | Łucznictwo       | Drużynowy łuk bloczkowy (M)              | 28 sierpnia |
| brąz   | Leong Mun Yee Nur Dhabitah Sabri | Skoki do wody    | Synchroniczna platforma 10-metrowa (K)   | 28 sierpnia |
| brąz   | Nor Hamizah Abu Hassan Nur Syazreen A Malik | Pencak silat     | Dwójki (K)                               | 29 sierpnia |
| brąz   | Mohd Azizulhasni Awang | Kolarstwo torowe | Keirin (M)                               | 31 sierpnia |
| brąz   | Chew Yiwei | Skoki do wody    | Indywidualna trampolina trzymetrowa (M)  | 31 sierpnia |
| brąz   | Aifa Azman Nicol Ann David Low Wee Wern Sivasangari Subramaniam | Squash           | Zawody drużynowe (K)                     | 31 sierpnia |
| brąz   | Nuraisyah Jamil Norashikin Mohamad Sayed | Żeglarstwo       | 470 (K)                                  | 31 sierpnia |
| brąz   | Nur Shazrin Mohamad Latif | Żeglarstwo       | Laser Radial (K)                         | 31 sierpnia |
| brąz   | Nur Fatin Solehah Abdul Rahman Ilham Wahab | Żeglarstwo       | RS One mieszane                          | 31 sierpnia |
| brąz   | Nur Dhabitah Sabri | Skoki do wody    | Indywidualna trampolina trzymetrowa (K)  | 1 września  |

| Medale według dni | Medale według dni | Medale według dni | Medale według dni | Medale według dni | Medale według dni |
| Dzień             | Data              | złoto             | srebro            | brąz              | Razem             |
| ----------------- | ----------------- | ----------------- | ----------------- | ----------------- | ----------------- |
| 1                 | 19 sierpnia       | 0                 | 0                 | 1                 | 1                 |
| 2                 | 20 sierpnia       | 0                 | 0                 | 0                 | 0                 |
| 3                 | 21 sierpnia       | 0                 | 0                 | 0                 | 0                 |
| 4                 | 22 sierpnia       | 1                 | 1                 | 0                 | 2                 |
| 5                 | 23 sierpnia       | 0                 | 2                 | 0                 | 2                 |
| 6                 | 24 sierpnia       | 0                 | 1                 | 0                 | 1                 |
| 7                 | 25 sierpnia       | 0                 | 0                 | 1                 | 1                 |
| 8                 | 26 sierpnia       | 1                 | 1                 | 3                 | 5                 |
| 9                 | 27 sierpnia       | 1                 | 3                 | 1                 | 5                 |
| 10                | 28 sierpnia       | 1                 | 0                 | 2                 | 3                 |
| 11                | 29 sierpnia       | 0                 | 3                 | 1                 | 4                 |
| 12                | 30 sierpnia       | 1                 | 0                 | 0                 | 1                 |
| 13                | 31 sierpnia       | 1                 | 1                 | 6                 | 8                 |
| 14                | 1 września        | 1                 | 1                 | 1                 | 3                 |
| 15                | 2 września        | 0                 | 0                 | 0                 | 0                 |
| Razem             | Razem             | 7                 | 13                | 16                | 36                |

| Medale według dyscyplin | Medale według dyscyplin | Medale według dyscyplin | Medale według dyscyplin | Medale według dyscyplin | Medale według dyscyplin |
| Dyscyplina              | złoto                   | srebro                  | brąz                    | Razem                   |                         |
| ----------------------- | ----------------------- | ----------------------- | ----------------------- | ----------------------- | ----------------------- |
| Bowling                 | 2                       | 2                       | 0                       | 4                       |                         |
| Hokej na trawie         | 0                       | 1                       | 0                       | 1                       |                         |
| Jeździectwo             | 0                       | 1                       | 0                       | 1                       |                         |
| Karate                  | 0                       | 0                       | 1                       | 1                       |                         |
| Kolarstwo torowe        | 1                       | 1                       | 1                       | 3                       |                         |
| Łucznictwo              | 0                       | 0                       | 1                       | 1                       |                         |
| Pencak silat            | 0                       | 4                       | 4                       | 8                       |                         |
| Sepak Takraw            | 1                       | 1                       | 0                       | 2                       |                         |
| Skoki do wody           | 0                       | 1                       | 3                       | 4                       |                         |
| Squash                  | 2                       | 1                       | 2                       | 5                       |                         |
| Taekwondo               | 0                       | 0                       | 1                       | 1                       |                         |
| Żeglarstwo              | 1                       | 1                       | 3                       | 5                       |                         |
| Razem                   | 7                       | 13                      | 16                      | 36                      |                         |

| Medale według płci   | Medale według płci | Medale według płci | Medale według płci | Medale według płci | Medale według płci |
| Płeć                 | złoto              | srebro             | brąz               | Razem              |                    |
| -------------------- | ------------------ | ------------------ | ------------------ | ------------------ | ------------------ |
| Mężczyźni            | 5                  | 10                 | 8                  | 23                 |                    |
| Kobiety              | 2                  | 3                  | 7                  | 12                 |                    |
| Konkurencje mieszane | 0                  | 0                  | 1                  | 1                  |                    |
| Razem                | 7                  | 13                 | 16                 | 36                 |                    |